# حسین ملکی
 حسین ملکی (زادهٔ ۱۳۲۰ – درگذشتهٔ ۱۴ فروردین ۱۴۰۰) مدیر فیلم‌برداری، عکاس و بازیگر بود. وی فیلمبرداری را با فیلم سینمایی نیاز، به کارگردانی داوود نژاد در بعد از انقلاب شروع کرد و به سرعت در این حرفه متمرکز شد و علاوه بر فیلمهای سینمایی، چندسریال از جمله جستجو در شهر و محاکمه را نیز فیلمبرداری کرد.

## زندگی
حسین ملکی روزهای اول بهار ۱۳۲۰ در تهران زاده شد ملکی سینما را با بازیگری آغاز کرد و پس از مدتی از چهره‌های درخشان عکاسی در سینمای ایران لقب گرفت. او در ادامه مدیریت فیلمبرداری برخی از فیلم‌های ماندگار را بر عهده گرفت که از جمله آنها می‌توان به «نیاز» علیرضا داوودنژاد و «بندر مه‌آلود» امیر قویدل اشاره کرد. ملکی در سال‌های اخیر در چند مجموعه تلویزیونی ایفای نقش کرد که «بچه‌مهندس»، «از یادها رفته» و «رهایم نکن» از آن جمله‌اند. او در ده‌ها فیلم نقش‌های کوتاه و بلند داشت اما با عکاسی جایگاهی ثابت برای خود در سینمای ایران دست و پا کرد و سپس روی صندلی فیلمبرداری نشست. ایرج قادری، سیروس الوند، کامبوزیا پرتوی، حسن هدایت، محمدعلی سجادی و… از کارگردانانی هستند که ملکی با آنها همکاری کرد. او در نهمین جشنواره فیلم فجر برای فیلم سینمایی «ریحانه» برنده سیمرغ بلورین بهترین عکاسی (بخش مسابقه مواد تبلیغی) شد. پس از چند سال مبارزه با بیماری کبدی، ملکی روز شنبه ۱۴ فروردین ۱۴۰۰ در سن ۸۰ سالگی درگذشت و روز یکشنبه ۱۵ فروردین در قطعه هنرمندان بهشت زهرا در طبقه بالای آرامگاه خسرو شایگان، از هنرمندان دوبله ایران، به خاک سپرده شد.

## بازیگر
- گربه سیاه (١٣٩٨)
- قسم (۱۳۹۷)
- بچه‌مهندس (۱۳۹۷)
- رهایم نکن (۱۳۹۷)
- از یادها رفته (۱۳۹۶)
- پاسیو (۱۳۹۶)
- آذر (فیلم) (۱۳۹۵)
- جاده قدیم (۱۳۹۴)
- حبیب آقا (۱۳۹۳)
- جوانمرد (۱۳۷۵)
- ضربه آخر (۱۳۷۲)
- شهر خاکستری (۱۳۶۹)
- گروهبان (۱۳۶۹)
- ترن (۱۳۶۶)
- شیر سنگی (فیلم) (۱۳۶۵)
- گمشده (۱۳۶۴)
- تاراج (۱۳۶۳)
- حماسه مهران (۱۳۶۳)
- سناتور (۱۳۶۲)
- شیلات (۱۳۶۲)
- عبور از میدان مین (۱۳۶۲)
- برزخی‌ها (۱۳۵۸)
- یاد (۱۳۶۲)
- قدغن (۱۳۵۷)
- بوی گندم (۱۳۵۶)
- ماهی‌ها در خاک می‌میرند (۱۳۵۶)
- حرفه‌ای (۱۳۵۵)
- بت (فیلم ۱۳۵۵) (۱۳۵۵)
- دختر نگو، بلا بگو (۱۳۵۴)
- هوس (۱۳۵۴)
- سلام بر عشق (۱۳۵۳)
- مرگ در باران (۱۳۵۳)
- خیالاتی (۱۳۵۲)
- طاهر (۱۳۵۲)
- مردها و نامردها (۱۳۵۲)
- هفت دلاور (۱۳۵۲)
- هلوی پوست‌کنده (۱۳۵۲)
- آخرین نبرد (۱۳۵۱)
- اتل متل توتوله (۱۳۵۱)
- احمد چوپان (۱۳۵۱)
- اعجوبه‌ها (۱۳۵۱)
- باشرف‌ها (۱۳۵۱)
- حسن دینامیت (۱۳۵۱)
- فتانه (۱۳۵۱)
- فرار از زندگی (۱۳۵۱)
- قمار زندگی (۱۳۵۱)
- همیشه قهرمان (۱۳۵۱)
- رضا چلچله (۱۳۵۰)
- رنگین‌کمان (۱۳۵۰)
- نقره‌داغ (۱۳۵۰)
- مرد نامرئی (۱۳۴۵)

## مدیر فیلمبرداری

### سینمایی
- دردسر بزرگ (۱۳۸۹)
- همه چی آرومه (۱۳۸۹)
- چراغ قرمز (۱۳۸۸)
- ورود زنده‌ها ممنوع (۱۳۸۸)
- پاتو زمین نذار (۱۳۸۷)
- چارچنگولی (۱۳۸۷)
- زندگی شیرین (۱۳۸۷)
- مدیوم (۱۳۸۷)
- یک اشتباه کوچولو (۱۳۸۷)
- شبی در تهران (۱۳۸۶)
- مخمصه (۱۳۸۶)
- گیس‌بریده (۱۳۸۵)
- محاکمه (۱۳۸۵)
- تله (۱۳۸۴)
- تردست (۱۳۸۳)
- سالاد فصل (۱۳۸۳)
- شوریده (۱۳۸۳)
- تارا و تب توت فرنگی (۱۳۸۲)
- جنایت (۱۳۸۲)
- تاریکخانه (۱۳۸۰)
- سایه‌روشن (۱۳۸۰)
- هم‌کلاس' (۱۳۸۰)
- راز شب بارانی (۱۳۷۹)
- رنگ شب (۱۳۷۹)
- شیفته (۱۳۷۹)
- مونس (۱۳۷۹)
- سحرگاه پیروزی (۱۳۷۸)
- پنجه در خاک (۱۳۷۶)
- شاهرگ (۱۳۷۶)
- جهنم سبز' (۱۳۷۴)
- گروگان (۱۳۷۴)
- بی‌تو هرگز (۱۳۷۲)
- بندر مه‌آلود (۱۳۷۱)
- خانواده کوچک ما (۱۳۷۰)
- نیاز (۱۳۷۰)
- بازی بزرگان (۱۳۶۹)

## فیلمبردار
- شکارچی شنبه (۱۳۸۸)
- شاهزاده ایرانی (۱۳۸۴)
- شاهرگ (۱۳۷۶)
- کلید ازدواج (۱۳۷۶)
- لاک‌پشت (۱۳۷۵)
- توطئه (۱۳۷۴)
- خط آتش (۱۳۷۳)
- عروسی خون (۱۳۷۳)

### تلویزیونی
- زن‌ها فرشته‌اند ۲
- اثیری
- قرارگاه مسکونی
- چراغ‌های ناتمام
- جاده قدیم ‏
- محاکمه
- تنهایی لیلا
- چهل سرباز

## جشنواره‌ها
- برنده سیمرغ بلورین بهترین عکاسی (بخش مسابقه مواد تبلیغاتی فیلم‌ها) از نهمین دوره جشنواره بین‌المللی فیلم فجر برای فیلم ریحانه - ۱۳۶۹